# Jean Prouff

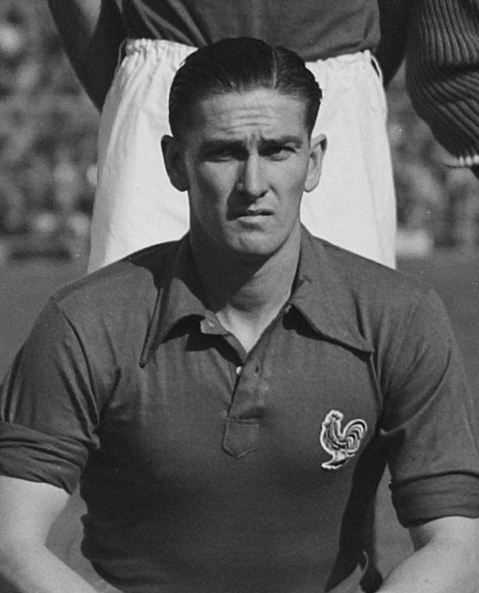
Jean Prouff im Jahr 1949

Jean Prouff (* 12. September 1919 in Peillac; † 12. Februar 2008 in Trébeurden oder Lannion/Côtes-d’Armor) war ein französischer Fußballspieler und -trainer.

## Der Spieler Prouff

### Vereinskarriere
Der Bretone Jean Prouff gehört zu den Jahrgängen, deren erste Erwachsenenjahre durch den deutschen Einmarsch in Frankreich und die anschließenden Besatzungszeit geprägt waren. Als Jugendlicher wurde er Meister der Bretagne über 800 Meter. Außerhalb des Fußballfeldes ein stiller, zurückhaltender Mensch, war er auf dem Rasen einer der aktivsten, als rechter Läufer und Spielmacher auch derjenige, der in seinen Mannschaften die Richtung vorgab. Zudem wird er als „kraftvoll, ausdauernd und resolut“ charakterisiert. Zu Prouffs Biographie gehört auch dies: er soll während seiner 20 Spielerjahre bei nicht weniger als 11 Klubs gespielt haben – aber nur ein Teil davon ist einigermaßen gesichert zu ermitteln. Dazu hat sicher auch die Tatsache beigetragen, dass die sechs Jahre bis 1945 einen „glatten“ Karriereverlauf nicht zuließen und im Übrigen auch nur lücken- oder sogar fehlerhaft (wie auf der Webseite des französischen Fußballverbands) dokumentiert sind.
Ab 1936 spielte er – gerade 17-jährig – in der ersten Amateurelf von Saint-Pierre Nantes, wo er bald auf sich aufmerksam machte und 1938 vom SC Fives für die Profielf verpflichtet wurde. Seine erste Saison dort endete mit einem Mittelfeldplatz. Die anschließende Saison 1939/40 musste kriegsbedingt abgebrochen werden. Ab 1940 wurde Prouff Soldat; ob und wo er dann bis 1942 auch wieder gekickt hat, ist nicht zu ermitteln – jedenfalls nicht bei Fives, denn er stand nicht in der Elf, die 1941 das Pokalfinale verlor, und ein eingeschränkter Punktspielbetrieb fand jedenfalls ohne die Vereine aus dem Großraum Lille statt, der in der „Verbotenen Zone“ Frankreichs (Zone interdite) lag. Das änderte sich in der Saison 1942/43, als Jean Prouff die Militärstiefel wieder mit den Fußballschuhen vertauschen konnte, in Fives' letztem Jahr vor der Fusion mit Lille Olympique erneut für den Vorstadtklub antrat und mit diesem in der Nordstaffel einen guten dritten Platz belegte.
1944 oder 1945 kehrte Jean Prouff in seine bretonische Heimat zurück und spielte bis 1948 für Stade Rennais UC, dem er schon von 1933 bis 1936 als Jugendlicher angehört hatte. Hier stabilisierten sich seine Lebensumstände und versetzten ihn in die Lage, seine Qualitäten konstant zu demonstrieren. Mit Rennes erreichte er in den ab 1945 wieder offiziellen Meisterschaftsrunden der Division 1 die Plätze 5, 9 und 10. Vor allem aber wurde er ab 1946 zu einer festen Größe in der Nationalelf (siehe unten).
Deshalb verpflichtete ihn der aufstrebende Verein Stade de Reims für die Saison 1948/49. In der Champagne knüpfte er nahtlos an seine guten Leistungen an, weil auch in Reims das Umfeld menschlich wie sportlich stimmte. Trainer Henri Roessler ließ die Rot-Weißen absolut offensiv spielen und hatte dafür auch die geeigneten Spieler zusammen: neben Prouff, der hier auf Halbrechts aufgestellt wurde, stürmten Albert Batteux, Bini, Flamion und Pierre Sinibaldi, der schon 1946 im Länderspiel gegen England an seiner Seite aufgelaufen war. Dahinter standen mit Penverne (wie Prouff Bretone) und Petitfils zwei Ankurbler, und die Abwehrreihe vor Torhüter Paul Sinibaldi gehörte mit Jacowski, Jonquet und Marche zum Besten, was der französische Fußball jener Jahre aufzubieten hatte. Prouff, der in sämtlichen 34 Punktspielen eingesetzt wurde, trug als drittbester Torschütze seiner Elf (14 Saisontreffer) auch maßgeblich dazu bei, dass der Verein und er selbst 1949 erstmals französischer Fußballmeister wurden. Im Jahr darauf fehlte der Spielmacher regelmäßig beim Training und bestritt in der Hinrunde nur noch 10 Spiele für Stade, weil er am Institut national des sports (INS) in Paris unterrichtete; deshalb verkaufte Reims ihn im Dezember 1949 für einen hohen Betrag (die Rede ist von 2,75 Mio. alten Francs) an den Zweitligisten FC Rouen, der aber trotz des finanziellen Gewaltakts den Aufstieg verpasste. Mit dem Weggang aus Reims endete auch die Nationalmannschaftskarriere von Jean Prouff.
Nach der kurzen Episode bei Rouen kehrte er für zwei Jahre nach Rennes und in die Division 1 zurück; ab 1952 bereitete er sich auf das Leben danach vor und arbeitete bei den unterklassigen Klubs SM Caen und AS Aix-en-Provence, bevor der Mittdreißiger endgültig ins Trainermetier wechselte.

#### Stationen
- Stade Rennais Université Club (1933–1936, als Jugendlicher)
- Saint-Pierre de Nantes (1936–1938)
- SC Fives (1938/1939 in D1 und 1942/1943)
- Stade Rennais Université Club (1944?–1948, in D1)
- Stade de Reims (1948–Dezember 1949, in D1)
- FC Rouen (Januar–Juni 1950)
- Stade Rennais Université Club (1950–1952, in D1)
- Stade Malherbe Caen (1952/53, als Spielertrainer)
- Association Sportive Aix (1953–?, als Spielertrainer)

### Der Nationalspieler
Zwischen April 1946 und Oktober 1949 bestritt Jean Prouff insgesamt 17 A-Länderspiele für die Équipe tricolore und erzielte dort auch ein Tor – und zwar eins, das zu einem „historischen“ wurde: es war das 1:0 beim überraschenden 2:1-Außenseitersieg der Franzosen gegen den „Fußballlehrmeister England“ am 19. Mai 1946, ein ungemein scharf und mit Effet getretener, unhaltbarer Weitschuss. In seinen letzten drei Begegnungen im Dress der Bleus war er auch Kapitän der Mannschaft.

## Der Trainer Prouff
Nach den Stationen als Spielertrainer in Caen und Aix arbeitete er im Ausland und trainierte Standard Lüttich sowie eine Zeitlang, darunter während des olympischen Fußballturniers 1960, die polnische Fußballnationalmannschaft – damals eine Sensation: der „kapitalistische Ex-Profi“ im kommunistischen Ostblock (weswegen Jean Prouff dort auch nur als „Berater des Nationaltrainers“ geführt wurde). 1963 folgte ein Jahr bei seinem Ex-Club Stade de Reims, auch hier formell dem glücklosen Trainer Camille Cottin lediglich als „technischer Berater“ zur Seite gestellt, de facto ab Saisonmitte aber Chefcoach. 1964 kehrte er in seine bretonische Heimat zu Stade Rennais UC zurück und wirkte hier viele Jahre mit großem Erfolg: gleich in seiner ersten Spielzeit führte er die Elf auf Platz 4 in der Liga und gewann mit ihr den Landespokal (im Final-Wiederholungsspiel 3:1 gegen Sedan). Den Pokalerfolg konnte er 1971 durch ein 1:0 über Olympique Lyon wiederholen. Die bis heute (Februar 2008) einzigen nationalen Titel von Rennes sind mit dem Namen Jean Prouff untrennbar verbunden. 1971 wurde er zum Trainer des Jahres gewählt. Ab 1972 trainierte er die US Berné, führte sie in die dritte Liga und hatte wesentlichen Anteil daran, dass der „Dorfverein“ sich vier Jahre auf diesem Niveau halten konnte.

## Palmarès

### Als Spieler
- Französischer Meister: 1949 (mit Reims)
- Französischer Pokalsieger: 1950 (mit Reims; allerdings nur in den ersten Runden eingesetzt)
- 17 A-Länderspiele (13 in seiner Zeit bei Rennes, 4 bei Reims), 1 Tor
- rund 200 Spiele und 70 Tore in der Division 1

### Als Trainer
- Französischer Meister: Fehlanzeige
- Belgischer Meister: 1963 (mit Standard Lüttich)
- Französischer Pokalsieger: 1965, 1971 (mit Rennes)
- Französischer Trainer des Jahres: 1971